# Jakob Schreiber (Chemiker)

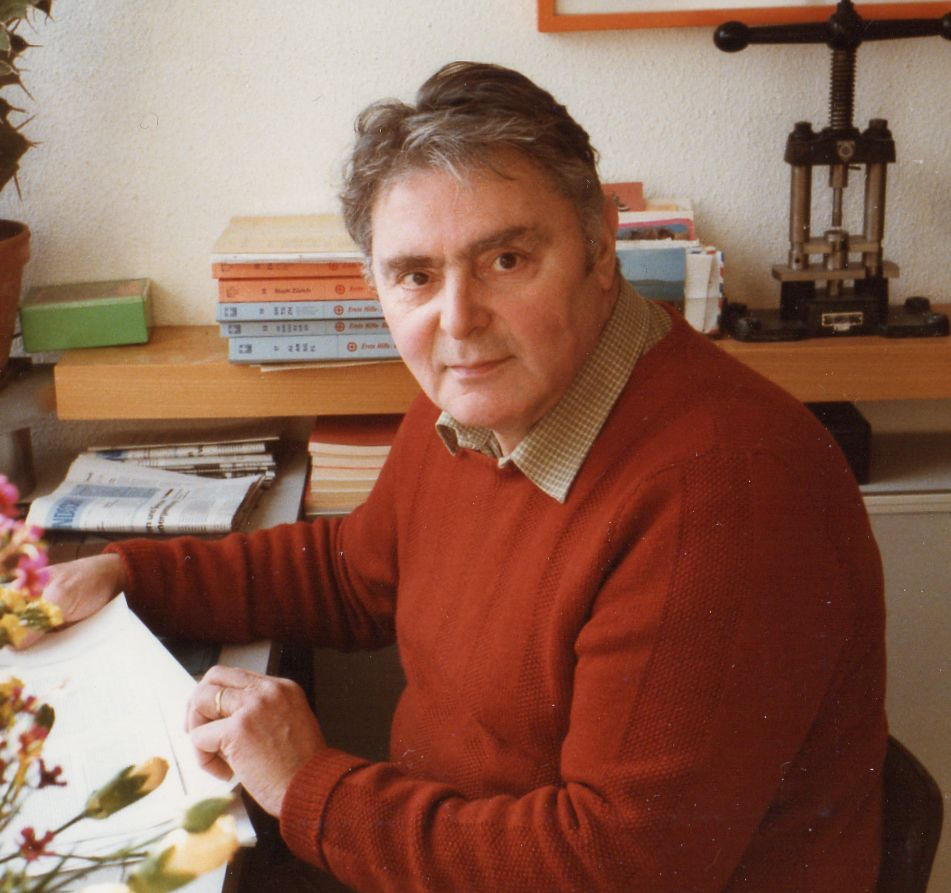
Jakob Schreiber (ca. 1985)

Jakob Schreiber (* 13. Dezember 1921 in Kyburg; † 5. September 1992 in Dietikon) war ein Schweizer Chemiker an der ETH Zürich, der zur analytischen und präparativen Anwendung der Hochdruckflüssigchromatographie (HPLC) in der organischen Chemie forschte. Er fokussierte sich  auf die Totalsynthesen von Vitamin B12 an der ETH Zürich und der Harvard University.

## Leben
Nach dem Besuch der Primarschule in seinem Geburtsort Kyburg und der Sekundarschule in Weisslingen arbeitete er von 1937 bis 1945 als Holzarbeiter in den Staatswaldungen von Kyburg. Nach berufsbegleitender Vorbereitung legte er 1947 die externe eidgenössische Maturitätsprüfung ab und immatrikulierte sich anschliessend an der Abteilung für Chemie der ETH Zürich. Dort bestand er 1951 die Diplomprüfung als Ingenieur-Chemiker. Nach der Diplomarbeit Über die Konstitution der Caryophyllensäure schloss er seine Doktorarbeit bei Leopold Ruzicka und Albert Eschenmoser 1953 ab. Danach verblieb er in der Arbeitsgruppe von Eschenmoser und durchlief an der ETH bis zu seiner Pensionierung 1986 eine Laufbahn im akademischen Mittelbau vom Assistenten bis zum wissenschaftlichen Adjunkten und wissenschaftlichen Beamten, unterbrochen durch einen Forschungsaufenthalt 1962/63 in den USA an den National Institutes of Health bei Bernhard Witkop.
Aus seiner Ehe mit Alice Matter stammen die Tochter Prisca und die Söhne Martin und Jürg, die beide ebenfalls an der ETH in Chemie promoviert wurden.

## Forschung
Jakob Schreiber war an der ETH Zürich seit seiner Diplomarbeit über seine Pensionierung hinaus bis zu seinem Todesjahr 1992 mit Albert Eschenmoser in einer Arbeitsgruppe. Er erscheint als Co-Autor von Eschenmoser in 27 Publikationen dieser Arbeitsgruppe.
Am bedeutendsten sind seine Arbeiten auf dem Gebiet der Chromatographie, insbesondere der Flüssig-Chromatographie. Sie kulminierten in Entwicklung und Eigenbau von HPLC-Systemen für die analytische und präparative Trennung diastereomerer Corrin-Zwischenprodukte in den Totalsynthesen von Vitamin B12. Dieses Syntheseprojekt wurde von 1960 bis 1972 unter der Leitung von Eschenmoser an der ETH Zürich und von Robert Burns Woodward an der Harvard University durchgeführt. Die Bedeutung der HPLC-Chromatographie für die Synthesen in beiden Arbeitsgruppen wurde sowohl von Woodward als auch von Eschenmoser in mehreren ihrer Vorträge und Publikationen gewürdigt. Auch andere Autoren teilen diese Einschätzungen:

«Schreiber was the first to transform high-pressure liquid chromatography from a relatively obscure analytical method to a working technique usable for synthesis, just in time to overcome problems of separation that promised to present insurmountable practical obstacles on the path toward vitamin B12.»

Schreiber unterstützte mit den von ihm weiterentwickelten HPLC-Systemen auch analytische und präparative Arbeiten der Eschenmoser-Gruppe auf dem Chlorophyll-Gebiet.

Colchicin

"Schreiber-Y"

Im Rahmen der Arbeitsgruppe Eschenmoser hatte Schreiber schon in seiner Diplomarbeit wichtige Beiträge zur Konstitution des β-Caryophyllens geliefert, darauf folgten der Konstitutionsbeweis für den Sesquiterpenalkohol Lanceol; in seiner Doktorarbeit zur Synthese von D-Homosteroiden realisierte er erstmals eine vinyloge Robinson-Anellierung. Es folgten experimentell selbständige Arbeiten über die relative Geschwindigkeit der Oxydation von sekundären alicylischen Alkoholen zu Ketonen mit Chromsäure. Bei der ersten Totalsynthese des Akaloids Colchicin war er der «Hauptakteur» (Albert Eschenmoser: Chimia, 1991), und auch später war er immer wieder wesentlich an der experimentellen Durchführung synthetischer Projekte mitbeteiligt.
Die Arbeiten von Jakob Schreiber wurden 1972 mit dem Werner-Preis der Schweizerischen Chemischen Gesellschaft gewürdigt.